# French Open 1974
Die 73. French Open 1974 waren ein Tennis-Sandplatzturnier der Klasse Grand Slam, das von der ILTF veranstaltet wurde. Es fand vom 3. bis 16. Juni 1974 in Roland Garros, Paris, Frankreich statt.
Titelverteidiger im Einzel waren Ilie Năstase bei den Herren sowie Margaret Court bei den Damen. Im Herrendoppel waren John Newcombe und Tom Okker, im Damendoppel Margaret Court und Virginia Wade und im Mixed Françoise Dürr und Jean-Claude Barclay die Titelverteidiger.

## Herreneinzel
Setzliste
| Nr. | Spieler             | Erreichte Runde |
| --- | ------------------- | --------------- |
| 01. | Ilie Năstase        | Viertelfinale   |
| 02. | Jan Kodeš           | Achtelfinale    |
| 03. | Björn Borg          | Sieg            |
| 04. | Arthur Ashe         | Achtelfinale    |
| 05. | Tom Gorman          | 2. Runde        |
| 06. | Stan Smith          | 1. Runde        |
| 07. | Adriano Panatta     | 2. Runde        |
| 08. | Alexander Metreweli | 2. Runde        |

| Nr. | Spieler           | Erreichte Runde |
| --- | ----------------- | --------------- |
| 09. | Raúl Ramírez      | Viertelfinale   |
| 10. | François Jauffret | Halbfinale      |
| 11. | Paolo Bertolucci  | 1. Runde        |
| 12. | Eddie Dibbs       | Achtelfinale    |
| 13. | Marty Riessen     | Achtelfinale    |
| 14. | Manuel Orantes    | Finale          |
| 15. | Brian Gottfried   | 2. Runde        |
| 16. | Jaime Fillol      | Achtelfinale    |

## Dameneinzel
Setzliste
| Nr. | Spielerin           | Erreichte Runde |
| --- | ------------------- | --------------- |
| 01. | Chris Evert         | Sieg            |
| 02. | Virginia Wade       | 2. Runde        |
| 03. | Helga Masthoff      | Halbfinale      |
| 04. | Olga Morosowa       | Finale          |
| 05. | Martina Navrátilová | Viertelfinale   |
| 06. | Julie Heldman       | Viertelfinale   |
| 07. | Kazuko Sawamatsu    | 1. Runde        |

## Herrendoppel
Setzliste
| Nr. | Paarung                              | Erreichte Runde |
| --- | ------------------------------------ | --------------- |
| 01. | Bob Lutz Stan Smith                  | Finale          |
| 02. | Juan Gisbert Ilie Năstase            | Viertelfinale   |
| 03. | Brian Gottfried Raúl Ramírez         | 2. Runde        |
| 04. | Jürgen Faßbender Hans-Jürgen Pohmann | Viertelfinale   |

| Nr. | Paarung                              | Erreichte Runde |
| --- | ------------------------------------ | --------------- |
| 05. | Patricio Cornejo Seckel Jaime Fillol | 2. Runde        |
| 06. | Björn Borg Alexander Metreweli       | Halbfinale      |
| 07. | Arthur Ashe Roscoe Tanner            | 2. Runde        |
| 08. | Tom Gorman Marty Riessen             | 2. Runde        |

## Damendoppel
Setzliste
| Nr. | Paarung                             | Erreichte Runde |
| --- | ----------------------------------- | --------------- |
| 01. | Chris Evert Olga Morosowa           | Sieg            |
| 02. | Martina Navrátilová Renáta Tomanová | Halbfinale      |
| 03. | Gail Chanfreau Katja Ebbinghaus     | Finale          |
| 04. | Helga Masthoff Heide Orth           | Viertelfinale   |

## Mixed
Setzliste
unbekannt